# Lista tunelurilor feroviare din România
Această pagină prezintă o listă a tunelurilor feroviare din România sortate în ordinea descrescătoare a lungimii. Lista cuprinde și tuneluri nefinalizate, dezafectate sau abandonate de-a lungul timpului, precum și tuneluri în construcție.

## Lista tunelurilor feroviare din România după lungime
| Legendă |                                                   |
|         | Tuneluri în execuție, reabilitare sau modernizare |
|         | Tuneluri nefinalizate sau dezafectate             |

| Nr.          | Nume                                                    | Județ (coordonate)                                                            | Lungime                      | Data inaugurării                                                          | Tuburi | Fire de circulație | Gabarit pentru                                            | Electrificat | Cale ferată                           | Situație                                                    | Imagine |
| ------------ | ------------------------------------------------------- | ----------------------------------------------------------------------------- | ---------------------------- | ------------------------------------------------------------------------- | ------ | ------------------ | --------------------------------------------------------- | ------------ | ------------------------------------- | ----------------------------------------------------------- | ------- |
| 1            | Tunelul Izvor                                           | Dâmbovița – Prahova (45°18′05″N 25°32′08″E / 45.301500°N 25.535500°E)         | 5918 m                       | –                                                                         | 1      | –                  | cale ferată simplă, neelectrificată                       | Nu           | Sinaia–Pietroșița                     | Nefinalizat                                                 |         |
| 2            | Tunelul Teliu                                           | Brașov (45°40′38″N 25°58′31″E / 45.677278°N 25.975278°E)                      | 4369,5 m                     | 25 iunie 1931                                                             | 1      | 1                  | cale ferată dublă, electrificată                          | Nu           | Brașov–Întorsura Buzăului             | Operațional                                                 |         |
| 3            | Tunelul Berești (Tălășmani)                             | Galați (46°07′09″N 27°51′51″E / 46.119214°N 27.864245°E)                      | 3330 m                       | 6 mai 1912                                                                | 1      | 1                  | cale ferată simplă, neelectrificată                       | Nu           | Galați–Bârlad                         | Operațional                                                 |         |
| 4            | Tunelul Maramureș (Șetref)                              | Bistrița-Năsăud – Maramureș (47°35′50″N 24°25′20″E / 47.597186°N 24.422329°E) | 2388,45 m (sau 2390 m)       | 1949                                                                      | 1      | 1                  | cale ferată simplă, neelectrificată                       | Nu           | Salva–Vișeu de Jos                    | Operațional                                                 |         |
| 5            | Tunelul Gibei                                           | Argeș – Vâlcea (45°05′24″N 24°30′58″E / 45.089965°N 24.516010°E)              | 2240 m                       | 1989                                                                      | 1      | 1                  | cale ferată simplă, neelectrificată                       | Nu           | Vâlcele–Bujoreni Vâlcea               | Dezafectat (1990)                                           |         |
| 6            | Tunelul Ploștina                                        | Argeș (45°04′49″N 24°35′46″E / 45.080198°N 24.596222°E)                       | 1910 m                       | 1989 (finalizare)                                                         | 1      | 1                  | cale ferată simplă, neelectrificată                       | Nu           | Vâlcele–Bujoreni Vâlcea               | Dezafectat (1990)                                           |         |
| 6            | Tunelul Ploștina                                        | Argeș (45°04′49″N 24°35′46″E / 45.080198°N 24.596222°E)                       | 1910 m                       | 14 noiembrie 1989 (străpungere)                                           | 1      | 1                  | cale ferată simplă, neelectrificată                       | Nu           | Vâlcele–Bujoreni Vâlcea               | Dezafectat (1990)                                           |         |
| 7            | Tunelul Mestecăniș II                                   | Suceava (47°27′20″N 25°21′04″E / 47.455632°N 25.3511932°E)                    | 1666 m                       | 14 noiembrie 1979 (inaugurare)                                            | 1      | 1                  | cale ferată simplă, electrificată                         | Da           | Suceava–Ilva Mică                     | Operațional                                                 |         |
| 7            | Tunelul Mestecăniș II                                   | Suceava (47°27′20″N 25°21′04″E / 47.455632°N 25.3511932°E)                    | 1666 m                       | 28 iulie 1978 (străpungere)                                               | 1      | 1                  | cale ferată simplă, electrificată                         | Da           | Suceava–Ilva Mică                     | Operațional                                                 |         |
| 8            | Tunelul Mestecăniș I                                    | Suceava (47°27′20″N 25°21′04″E / 47.455632°N 25.3511932°E)                    | 1622 m                       | 1908 (inaugurare)                                                         | 1      | 1                  | cale ferată simplă, electrificată                         | Da           | Suceava–Ilva Mică                     | Operațional                                                 |         |
| 8            | Tunelul Mestecăniș I                                    | Suceava (47°27′20″N 25°21′04″E / 47.455632°N 25.3511932°E)                    | 1622 m                       | 21 februarie 1986 (redeschidere după aducere la gabarit de electrificare) | 1      | 1                  | cale ferată simplă, electrificată                         | Da           | Suceava–Ilva Mică                     | Operațional                                                 |         |
| 9            | Tunelul Dobrana                                         | Gorj (45°02′13″N 23°43′26″E / 45.036944°N 23.723889°E)                        | 1230 m (sau 1247 m)          | –                                                                         | 1      | 1                  | cale ferată simplă, neelectrificată                       | Nu           | Alunu–Seciurile                       | Străpuns parțial (~ 550 m); nefinalizat (abandonat în 1991) |         |
| 10           | Tunelul Ciumani                                         | Harghita (46°32′15″N 25°54′29″E / 46.537540°N 25.908179°E)                    | 1222,1 m                     | 1897                                                                      | 1      | 1                  | cale ferată simplă, electrificată                         | Da           | Sfântu Gheorghe–Adjud                 | Operațional                                                 |         |
| 11           | Tunelul Cîrligul Mare 1                                 | Vâlcea (45°18′53″N 24°17′16″E / 45.314734°N 24.287753°E)                      | 1210 m                       | 1982 (inaugurare)                                                         | 1      | 1                  | cale ferată simplă, neelectrificată                       | Nu           | Podu Olt–Piatra Olt                   | Operațional                                                 |         |
| 11           | Tunelul Cîrligul Mare 1                                 | Vâlcea (45°18′53″N 24°17′16″E / 45.314734°N 24.287753°E)                      | 1210 m                       | iunie 1981 (străpungere)                                                  | 1      | 1                  | cale ferată simplă, neelectrificată                       | Nu           | Podu Olt–Piatra Olt                   | Operațional                                                 |         |
| 12           | Tunelul Cîrligul Mare 2                                 | Vâlcea (45°18′52″N 24°17′15″E / 45.314463°N 24.287393°E)                      | 1122 m                       | 1982                                                                      | 1      | 1                  | cale ferată simplă, neelectrificată                       | Nu           | Podu Olt–Piatra Olt                   | Operațional                                                 |         |
| 13           | Tunelul Daneș                                           | Mureș (46°13′37″N 24°45′11″E / 46.227021°N 24.753002°E)                       | 969 m                        | 25 iulie 2018                                                             | 1      | 2                  | cale ferată dublă, electrificată                          | Da           | Magistrala CFR 300                    | Operațional                                                 |         |
| 14           | Tunelul Movileni                                        | Iași (47°15′51″N 27°22′32″E / 47.264039°N 27.375613°E)                        | 965 m                        | 1 iunie 1896                                                              | 1      | 1                  | cale ferată simplă, neelectrificată                       | Nu           | Iași–Dorohoi                          | Operațional                                                 |         |
| 15           | Tunelul Cerna                                           | Vâlcea (44°59′02″N 24°00′41″E / 44.983990°N 24.011262°E)                      | 960 m                        | 1987                                                                      | 1      | 1                  | cale ferată simplă, neelectrificată                       | Nu           | Băbeni–Alunu                          | Operațional                                                 |         |
| 16           | Tunelul Mare 2 de la Predeal                            | Brașov (45°30′58″N 25°36′26″E / 45.516167°N 25.607194°E)                      | 952 m                        | 1941 (inaugurare)                                                         | 1      | 1                  | cale ferată simplă, electrificată                         | Da           | Magistrala CFR 300                    | Operațional                                                 |         |
| 16           | Tunelul Mare 2 de la Predeal                            | Brașov (45°30′58″N 25°36′26″E / 45.516167°N 25.607194°E)                      | 952 m                        | 8 octombrie 1939 (străpungere)                                            | 1      | 1                  | cale ferată simplă, electrificată                         | Da           | Magistrala CFR 300                    | Operațional                                                 |         |
| 17           | Tunelul Copăceni                                        | Vâlcea (44°59′30″N 23°56′25″E / 44.991528°N 23.940139°E)                      | 938 m                        | 1987                                                                      | 1      | 1                  | cale ferată simplă, neelectrificată                       | Nu           | Băbeni–Alunu                          | Operațional                                                 |         |
| 18           | Tunelul Mare 1 de la Predeal                            | Brașov (45°31′01″N 25°36′24″E / 45.517000°N 25.606778°E)                      | 937,40 m                     | 1879                                                                      | 1      | 1                  | cale ferată simplă, electrificată                         | Da           | Magistrala CFR 300                    | Operațional                                                 |         |
| 19           | Tunelul Strapița                                        | Caraș-Severin (44°55′39″N 22°19′58″E / 44.927500°N 22.332778°E)               | 935,65                       | 1913                                                                      | 1      | 1                  | cale ferată simplă, neelectrificată                       | Nu           | Timișoara–Caransebeș                  | Dezafectat (1970)                                           |         |
| 20           | Tunelul Gledin                                          | Bistrița-Năsăud – Mureș (46°56′56″N 24°44′07″E / 46.949000°N 24.735306°E)     | 930 m                        | 1942                                                                      | 1      | 1                  | cale ferată simplă, neelectrificată                       | Nu           | Deda–Sărățel                          | Operațional                                                 |         |
| 21           | Tunelul Hârlău                                          | Iași (47°26′09″N 26°54′42″E / 47.435778°N 26.911694°E)                        | 899 m                        | 1998                                                                      | 1      | 1                  | cale ferată simplă, neelectrificată                       | Nu           | Hârlău–Botoșani                       | Dezafectat (1998)                                           |         |
| 22           | Tunelul Poarta 1                                        | Caraș-Severin (45°06′19″N 22°17′35″E / 45.105167°N 22.293111°E)               | 897,30 m                     | 1878                                                                      | 1      | 1                  | cale ferată simplă, neelectrificată                       | Nu           | Magistrala CFR 100                    | Dezafectat (1970)                                           |         |
| 23           | Tunelul Poarta 2                                        | Caraș-Severin (45°06′19″N 22°17′35″E / 45.105167°N 22.293111°E)               | 866 m (sau 867 m)            | 1970                                                                      | 1      | 1                  | cale ferată simplă, electrificată                         | Da           | Magistrala CFR 100                    | Operațional                                                 |         |
| 24           | Tunelul Mare de la Lunca Ilvei                          | Bistrița-Năsăud (47°20′01″N 25°00′12″E / 47.333524°N 25.003454°E)             | 856 m                        | 19 decembrie 1938                                                         | 1      | 1                  | cale ferată simplă, electrificată                         | Da           | Suceava–Ilva Mică                     | Operațional                                                 |         |
| 25           | Tunelul Berbești                                        | Vâlcea (44°59′51″N 23°55′21″E / 44.997556°N 23.922556°E)                      | 845 m                        | 1987                                                                      | 1      | 1                  | cale ferată simplă, neelectrificată                       | Nu           | Băbeni–Alunu                          | Operațional                                                 |         |
| 26           | Tunelul Cristești (Herești)                             | Iași (47°16′40″N 26°36′02″E / 47.277694°N 26.600556°E)                        | 840 m                        | 1986                                                                      | 1      | 1                  | cale ferată simplă, electrificată                         | Da           | Pașcani–Târgu Neamț                   | Operațional                                                 |         |
| 27           | Tunelul Cozia 2                                         | Vâlcea (45°17′02″N 24°18′31″E / 45.283758°N 24.308479°E)                      | 771 m                        | 1979                                                                      | 1      | 1                  | cale ferată simplă, neelectrificată                       | Nu           | Podu Olt–Piatra Olt                   | Operațional                                                 |         |
| 28           | Tunelul Filești 1                                       | Galați (45°27′45″N 28°01′58″E / 45.462588°N 28.032768°E)                      | 770 m                        | 1898                                                                      | 1      | 1                  | cale ferată încălecată, electrificată                     | Da           | București–Galați–Roman                | Operațional                                                 |         |
| 29           | Tunelul Filești 2                                       | Galați (45°27′44″N 28°01′59″E / 45.462357°N 28.032920°E)                      | 770 m                        | 26 mai 1967 (inaugurare)                                                  | 1      | 1                  | cale ferată încălecată, electrificată                     | Da           | București–Galați–Roman                | Operațional                                                 |         |
| 29           | Tunelul Filești 2                                       | Galați (45°27′44″N 28°01′59″E / 45.462357°N 28.032920°E)                      | 770 m                        | 11 octombrie 1966 (străpungere)                                           | 1      | 1                  | cale ferată încălecată, electrificată                     | Da           | București–Galați–Roman                | Operațional                                                 |         |
| 30           | Tunelul Groși                                           | Vâlcea (44°59′23″N 24°03′01″E / 44.989802°N 24.050380°E)                      | 753 m                        | 1987                                                                      | 1      | 1                  | cale ferată simplă, neelectrificată                       | Nu           | Băbeni–Alunu                          | Operațional                                                 |         |
| 31           | Tunelul Drăgoioasa                                      | Maramureș (47°40′01″N 24°22′26″E / 47.667008°N 24.373799°E)                   | 744 m                        | 1949                                                                      | 1      | 1                  | cale ferată simplă, neelectrificată                       | Nu           | Salva–Vișeu de Jos                    | Operațional                                                 |         |
| 32           | Tunelul Cocoș                                           | Hunedoara (45°44′08″N 22°50′41″E / 45.735639°N 22.844639°E)                   | 736 m                        | 1900                                                                      | 1      | 1                  | cale ferată simplă, neelectrificată, cu ecartament îngust | Nu           | Calea ferată minieră ardeleană        | Dezafectat (1991)                                           |         |
| 33           | Tunelul Cozia 1                                         | Vâlcea (45°17′02″N 24°18′29″E / 45.283880°N 24.307923°E)                      | 732 m                        | 3 decembrie 1981 (inaugurare)                                             | 1      | 1                  | cale ferată simplă, neelectrificată                       | Nu           | Podu Olt–Piatra Olt                   | Operațional                                                 |         |
| 33           | Tunelul Cozia 1                                         | Vâlcea (45°17′02″N 24°18′29″E / 45.283880°N 24.307923°E)                      | 732 m                        | 15 aprilie 1981 (finalizare)                                              | 1      | 1                  | cale ferată simplă, neelectrificată                       | Nu           | Podu Olt–Piatra Olt                   | Operațional                                                 |         |
| 33           | Tunelul Cozia 1                                         | Vâlcea (45°17′02″N 24°18′29″E / 45.283880°N 24.307923°E)                      | 732 m                        | 8 decembrie 1979 (străpungere)                                            | 1      | 1                  | cale ferată simplă, neelectrificată                       | Nu           | Podu Olt–Piatra Olt                   | Operațional                                                 |         |
| 34           | Tunelul Seciuri                                         | Gorj (45°02′20″N 23°44′33″E / 45.038872°N 23.742467°E)                        | 716 m                        | 1989                                                                      | 1      | 1                  | cale ferată simplă, neelectrificată                       | Nu           | Alunu–Seciurile                       | Străpuns, nefinalizat (abandonat în 1991)                   |         |
| 35           | Tunelul Cîrligul Mic 1                                  | Vâlcea (45°18′11″N 24°17′29″E / 45.302977°N 24.291298°E)                      | 710 m                        | 1978                                                                      | 1      | 1                  | cale ferată simplă, neelectrificată                       | Nu           | Podu Olt–Piatra Olt                   | Operațional                                                 |         |
| 36           | Tunelul Beia 2                                          | Brașov – Mureș (46°09′40″N 25°09′59″E / 46.161199°N 25.166273°E)              | 662,89 m                     | 1974                                                                      | 1      | 1                  | cale ferată simplă, electrificată                         | Da           | Magistrala CFR 300                    | Operațional                                                 |         |
| 37           | Tunelul 10 Anina – Gârliște                             | Caraș-Severin (45°08′31″N 21°50′06″E / 45.142016°N 21.835115°E)               | 660 m                        | 15 decembrie 1863                                                         | 1      | 1                  | cale ferată simplă, neelectrificată                       | Nu           | Oravița–Anina                         | Operațional                                                 |         |
| 38           | Tunelul Bănița 2                                        | Hunedoara (45°27′12″N 23°15′33″E / 45.453457°N 23.259073°E)                   | 656 m                        | 1973                                                                      | 1      | 1                  | cale ferată simplă, electrificată                         | Da           | Simeria–Petroșani                     | Operațional                                                 |         |
| 39           | Tunelul Beia 1                                          | Brașov – Mureș (46°09′40″N 25°09′57″E / 46.161140°N 25.165833°E)              | 644,58 m                     | 1873                                                                      | 1      | 1                  | cale ferată simplă, electrificată                         | Da           | Magistrala CFR 300                    | Operațional                                                 |         |
| 40           | Tunelul Cîrligul Mic 1                                  | Vâlcea (45°18′11″N 24°17′28″E / 45.302936°N 24.291180°E)                      | 618 m (sau 620 m)            | 1978                                                                      | 1      | 1                  | cale ferată simplă, neelectrificată                       | Nu           | Podu Olt–Piatra Olt                   | Operațional                                                 |         |
| 41           | Tunelul Bănița 1                                        | Hunedoara (45°27′11″N 23°15′32″E / 45.453092°N 23.258909°E)                   | 614,2 m                      | 1870                                                                      | 1      | 1                  | cale ferată simplă, electrificată                         | Da           | Simeria–Petroșani                     | Operațional                                                 |         |
| 42           | Tunelul Cârligul Mare                                   | Vâlcea (45°18′11″N 24°17′28″E / 45.302936°N 24.291180°E)                      | 613 m                        | 1900                                                                      | 1      | 1                  | cale ferată simplă, neelectrificată                       | Nu           | Podu Olt–Piatra Olt                   | Dezafectat (1978)                                           |         |
| 42           | Tunelul Cârligul Mare                                   | Vâlcea (45°18′11″N 24°17′28″E / 45.302936°N 24.291180°E)                      | 613 m                        | 1900                                                                      | 1      | 1                  | cale ferată simplă, neelectrificată                       | Nu           | Podu Olt–Piatra Olt                   | Imersat după construcția barajului Turnu                    |         |
| 43           | Tunelul Mănăstirea Turnu (vechi)                        | Vâlcea (45°18′11″N 24°17′28″E / 45.302936°N 24.291180°E)                      | 592 m                        | 1957                                                                      | 1      | 1                  | cale ferată simplă, neelectrificată                       | Nu           | Podu Olt–Piatra Olt                   | Dezafectat (1978)                                           |         |
| 43           | Tunelul Mănăstirea Turnu (vechi)                        | Vâlcea (45°18′11″N 24°17′28″E / 45.302936°N 24.291180°E)                      | 592 m                        | 1957                                                                      | 1      | 1                  | cale ferată simplă, neelectrificată                       | Nu           | Podu Olt–Piatra Olt                   | Imersat după construcția barajului Turnu                    |         |
| 44           | Tunelul Mănăstirea Turnu (nou)                          | Vâlcea (45°17′46″N 24°17′39″E / 45.295973°N 24.294194°E)                      | 572 m                        | 1978                                                                      | 2      | 2                  | cale ferată dublă, neelectrificată                        | Nu           | Podu Olt–Piatra Olt                   | Operațional                                                 |         |
| 45           | Tunelul Diana                                           | Brașov (45°43′16″N 25°16′43″E / 45.721111°N 25.278611°E)                      | 535 m                        | 1908                                                                      | 1      | 1                  | cale ferată simplă, neelectrificată                       | Nu           | Brașov–Făgăraș (varianta dezafectată) | Dezafectat (3 noiembrie 1943)                               |         |
| 46           | Tunelul 37 Jiu – Strâmbuța (Surduc)                     | Hunedoara (45°21′35″N 23°22′42″E / 45.359632°N 23.378438°E)                   | 532 m                        | 4 noiembrie 1941                                                          | 1      | 1                  | cale ferată simplă, electrificată                         | Da           | Simeria–Filiași                       | Operațional                                                 |         |
| 47           | Tunelul 32 Jiu – Murga Mare                             | Gorj (45°19′16″N 23°22′39″E / 45.321053°N 23.377404°E)                        | 523 m (sau 513 m)            | 31 octombrie 1948                                                         | 1      | 1                  | cale ferată simplă, electrificată                         | Da           | Petroșani–Filiași                     | Operațional                                                 |         |
| 48           | Tunelul Monor                                           | Bistrița-Năsăud (46°57′47″N 24°40′42″E / 46.963056°N 24.678250°E)             | 496 m                        | 1942                                                                      | 1      | 1                  | cale ferată simplă, electrificată                         | Da           | Deda–Sărățel                          | Operațional                                                 |         |
| 49           | Tunelul Rachitoberg 2                                   | Caraș-Severin (44°55′27″N 22°20′32″E / 44.924222°N 22.342167°E)               | 496 m                        | 1970                                                                      | 1      | 1                  | cale ferată simplă, electrificată                         | Da           | Magistrala CFR 100                    | Operațional                                                 |         |
| 50           | Tunelul 31 Jiu – Murga Mică                             | Gorj (45°19′34″N 23°22′32″E / 45.326019°N 23.3756185°E)                       | 493 m                        | 31 octombrie 1948 (inaugurare)                                            | 1      | 1                  | cale ferată simplă, electrificată                         | Da           | Petroșani–Filiași                     | Operațional                                                 |         |
| 50           | Tunelul 31 Jiu – Murga Mică                             | Gorj (45°19′34″N 23°22′32″E / 45.326019°N 23.3756185°E)                       | 493 m                        | 1 aprilie 1943 (străpungere)                                              | 1      | 1                  | cale ferată simplă, electrificată                         | Da           | Petroșani–Filiași                     | Operațional                                                 |         |
| 51           | Tunelul Palas                                           | Constanța (44°09′56″N 28°38′02″E / 44.165611°N 28.633806°E)                   | 490 m                        | 1900                                                                      | 1      | 2                  | cale ferată dublă, electrificată                          | Nu           | Palas–Port A                          | Dezafectat (1992)                                           |         |
| 51           | Tunelul Palas                                           | Constanța (44°09′56″N 28°38′02″E / 44.165611°N 28.633806°E)                   | 490 m                        | 1900                                                                      | 1      | 2                  | cale ferată dublă, electrificată                          | Nu           | Palas–Port A                          | În curs de reabilitare și electrificare                     |         |
| 52           | Tunelul 33 Jiu – Zăiceni                                | Hunedoara (45°20′06″N 23°22′33″E / 45.335044°N 23.375764°E)                   | 476 m                        | 4 noiembrie 1941                                                          | 1      | 1                  | cale ferată simplă, electrificată                         | Da           | Petroșani–Filiași                     | Operațional                                                 |         |
| 53           | Tunelul Dealul Negru (Perșani)                          | Brașov (45°45′00″N 25°16′48″E / 45.749866°N 25.280025°E)                      | 472 m                        | 1948                                                                      | 1      | 1                  | cale ferată simplă, neelectrificată                       | Nu           | Brașov–Făgăraș                        | Operațional                                                 |         |
| 54           | Tunelul Rachitoberg 1                                   | Caraș-Severin (44°55′28″N 22°20′29″E / 44.924444°N 22.341389°E)               | 465 m                        | 1878                                                                      | 1      | 1                  | cale ferată simplă, neelectrificată                       | Nu           | Magistrala CFR 100                    | Dezafectat (1970)                                           |         |
| 55           | Tunelul Holdea                                          | Timiș – Hunedoara (45°53′41″N 22°23′08″E / 45.894861°N 22.385667°E)           | 450 m                        | 1898                                                                      | 1      | 1                  | cale ferată simplă, neelectrificată                       | Nu           | Lugoj–Ilia                            | Operațional                                                 |         |
| 56           | Tunelul Lucăcești                                       | Suceava (47°32′15″N 26°06′49″E / 47.537438°N 26.113706°E)                     | 426 m                        | 1955                                                                      | 1      | 1                  | cale ferată simplă, electrificată                         | Da           | Suceava–Ilva Mică                     | Operațional                                                 |         |
| 57           | Tunelul 5 Jiu – Ponorâta                                | Gorj                                                                          | 413 m                        | 1948                                                                      | 1      | 1                  | cale ferată simplă, electrificată                         | Da           | Petroșani–Filiași                     | Operațional                                                 |         |
| 58           | Tunelul Sighișoara                                      | Mureș (46°13′30″N 24°46′35″E / 46.225056°N 24.776417°E)                       | 401 m                        | 26 iulie 2018                                                             | 1      | 2                  | cale ferată dublă, electrificată                          | Da           | Magistrala CFR 300                    | Operațional                                                 |         |
| 59           | Tunelul Tufari                                          | Mehedinți (44°44′22″N 22°24′54″E / 44.739541°N 22.4149384°E)                  | 400 m (sau 399 m)            | 1967                                                                      | 1      | 1                  | cale ferată simplă, electrificată                         | Da           | Magistrala CFR 100                    | Operațional                                                 |         |
| 60           | Tunelul 35 Jiu – Polatiște                              | Hunedoara (45°20′46″N 23°22′43″E / 45.346028°N 23.378500°E)                   | 399 m                        | 1941                                                                      | 1      | 1                  | cale ferată simplă, electrificată                         | Da           | Petroșani–Filiași                     | Operațional                                                 |         |
| 61           | Tunelul Sălard                                          | Mureș (46°56′55″N 25°04′20″E / 46.948723°N 25.072188°E)                       | 394,8 m (sau 382m, ori 360m) | 1909                                                                      | 1      | 1                  | cale ferată simplă, electrificată                         | Da           | Magistrala CFR 400                    | Operațional                                                 |         |
| 62           | Tunelul Columbelul                                      | Brașov (45°41′27″N 25°50′16″E / 45.690889°N 25.837833°E)                      | 380 m                        | 25 iunie 1931                                                             | 1      | 1                  | cale ferată dublă, electrificată                          | Nu           | Brașov–Întorsura Buzăului             | Operațional                                                 |         |
| 63           | Tunelul 12 Jiu – Piciorul Drogului (Piciorul Dragului?) | Gorj                                                                          | 376 m                        | 1948                                                                      | 1      | 1                  | cale ferată simplă, electrificată                         | Da           | Petroșani–Filiași                     | Operațional                                                 |         |
| 63           | Tunelul 12 Jiu – Piciorul Drogului (Piciorul Dragului?) | Gorj                                                                          | 376 m                        | iulie 1948 (străpungere)                                                  | 1      | 1                  | cale ferată simplă, electrificată                         | Da           | Petroșani–Filiași                     | Operațional                                                 |         |
| 64           | Tunelul Dealul Mare                                     | Hunedoara (46°04′04″N 22°49′34″E / 46.067750°N 22.826111°E)                   | 350 m                        | 11 decembrie 1987 (inaugurare)                                            | 1      | 1                  | cale ferată simplă, neelectrificată                       | Nu           | Mintia-Brad                           | Dezafectat (1997)                                           |         |
| 64           | Tunelul Dealul Mare                                     | Hunedoara (46°04′04″N 22°49′34″E / 46.067750°N 22.826111°E)                   | 350 m                        | 1944 (finalizare)                                                         | 1      | 1                  | cale ferată simplă, neelectrificată                       | Nu           | Mintia-Brad                           | Dezafectat (1997)                                           |         |
| 65           | Tunelul Cârligul Mic                                    | Vâlcea                                                                        | 349 m                        | 1901                                                                      | 1      | 1                  | cale ferată simplă, neelectrificată                       | Nu           | Podu Olt–Piatra Olt                   | Dezafectat (1978)                                           |         |
| 66           | Tunelul Goioasa                                         | Bacău (46°26′41″N 26°19′05″E / 46.444641°N 26.318021°E)                       | 342 m                        | 1 martie 1899                                                             | 1      | 1                  | cale ferată simplă, neelectrificată                       | Nu           | Sfântu Gheorghe–Adjud                 | Operațional                                                 |         |
| 67           | Tunelul Cojocna 1                                       | Cluj (46°43′41″N 23°49′04″E / 46.727944°N 23.817889°E)                        | 337 m                        | 1873                                                                      | 1      | 1                  | 1 fir de cale ferată electrificată                        | Da           | Cluj–Războieni                        | Operațional                                                 |         |
| 68           | Tunelul Cojocna 2                                       | Cluj (46°43′41″N 23°49′03″E / 46.727943°N 23.817630°E)                        | 327 m                        | 1938                                                                      | 1      | 1                  | 1 fir de cale ferată electrificată                        | Da           | Cluj–Războieni                        | Operațional                                                 |         |
| 69           | Tunelul 23 Jiu – Noroaia                                | Gorj                                                                          | 313,5 m                      | 1948                                                                      | 1      | 1                  | cale ferată simplă, electrificată                         | Da           | Petroșani–Filiași                     | Operațional                                                 |         |
| 70           | Tunelul 19 Jiu – Lainici                                | Gorj (45°15′57″N 23°23′19″E / 45.265806°N 23.388694°E)                        | 303 m                        | 1948                                                                      | 1      | 1                  | cale ferată simplă, electrificată                         | Da           | Petroșani–Filiași                     | Operațional                                                 |         |
| 71           | Tunelul Stana 2                                         | Sălaj (46°52′23″N 23°08′22″E / 46.873056°N 23.139306°E)                       | 300 m                        | 1976                                                                      | 1      | 1                  | 1 fir de cale ferată neelectrificată                      | Nu           | Oradea–Cluj                           | Operațional                                                 |         |
| 72           | Tunelul 27 Jiu – Păuliș                                 | Gorj                                                                          | 298 m                        | 1948                                                                      | 1      | 1                  | cale ferată simplă, electrificată                         | Da           | Petroșani–Filiași                     | Operațional                                                 |         |
| 73           | Tunelul 2 Anina – Maniel                                | Caraș-Severin (45°07′39″N 21°47′08″E / 45.127500°N 21.785500°E)               | 298 m (sau 289 m)            | 15 decembrie 1863                                                         | 1      | 1                  | cale ferată simplă, neelectrificată                       | Nu           | Oravița–Anina                         | Operațional                                                 |         |
| 74           | Tunelul 11 Jiu – Lespezi                                | Gorj                                                                          | 294 m                        | 31 octombrie 1948                                                         | 1      | 1                  | cale ferată simplă, electrificată                         | Da           | Petroșani–Filiași                     | Operațional                                                 |         |
| 75           | Tunelul Stana 1                                         | Sălaj (46°52′23″N 23°08′22″E / 46.873056°N 23.139306°E)                       | 294 m                        | noiembrie 1947                                                            | 1      | 1                  | 1 fir de cale ferată neelectrificată, cu ecartament lat   | Nu           | Oradea–Cluj                           | Operațional                                                 |         |
| 76           | Tunelul 9 Anina – Polom (Izvor)                         | Caraș-Severin (45°08′07″N 21°48′52″E / 45.135139°N 21.814583°E)               | 290 m                        | 15 decembrie 1863                                                         | 1      | 1                  | cale ferată simplă neelectrificată                        | Nu           | Oravița–Anina                         | Operațional                                                 |         |
| 77           | Tunelul 28 Jiu – Cârligu Caprei                         | Gorj                                                                          | 290 m                        | 21 octombrie 1948                                                         | 1      | 1                  | cale ferată simplă, electrificată                         | Da           | Petroșani–Filiași                     | Operațional                                                 |         |
| 78           | Tunelul Vârful Dosului 2                                | Hunedoara                                                                     | 287 m                        | 1978                                                                      | 1      | 1                  | cale ferată simplă, electrificată                         | Da           | Simeria–Filiași                       | Operațional                                                 |         |
| 79           | Tunelul 29 Jiu – Rădulea                                | Gorj                                                                          | 286 m                        | 21 octombrie 1948                                                         | 1      | 1                  | cale ferată simplă, electrificată                         | Da           | Petroșani–Filiași                     | Operațional                                                 |         |
| 80           | Tunelul 26 Jiu – Cotor                                  | Gorj                                                                          | 278 m                        | 1948                                                                      | 1      | 1                  | cale ferată simplă, electrificată                         | Da           | Petroșani–Filiași                     | Operațional                                                 |         |
| 81           | Tunelul Vârfurile (Gorgona)                             | Arad (46°17′04″N 22°31′29″E / 46.284333°N 22.524806°E)                        | 276 m                        | 6 decembrie 1896                                                          | 1      | 1                  | cale ferată simplă, neelectrificată                       | Nu           | Sântana-Brad                          | Operațional                                                 |         |
| 82           | Tunelul Bălnaca                                         | Bihor (46°56′21″N 22°33′02″E / 46.939083°N 22.550500°E)                       | 271 m                        | 1870                                                                      | 1      | 1                  | cale ferată simplă, neelectrificată                       | Nu           | Oradea–Cluj                           | Operațional                                                 |         |
| 83           | Tunelul Feneș                                           | Caraș-Severin (45°11′04″N 22°18′23″E / 45.184528°N 22.306361°E)               | 269,25 m (sau 271 m)         | 1878                                                                      | 1      | 1                  | cale ferată simplă, electrificată                         | Da           | Magistrala CFR 100                    | Operațional                                                 |         |
| 84           | Tunelul Tîmpa                                           | Caraș-Severin (45°13′06″N 22°17′55″E / 45.218472°N 22.298556°E)               | 267 m (sau 268 m)            | 1878                                                                      | 1      | 1                  | cale ferată simplă, electrificată                         | Da           | Magistrala CFR 100                    | Operațional                                                 |         |
| 85           | Tunelul 8 Ilva                                          | Bistrița-Năsăud                                                               | 245,35 m                     | 19 decembrie 1938                                                         | 1      | 1                  | cale ferată simplă, electrificată                         | Da           | Suceava–Ilva Mică                     | Operațional                                                 |         |
| 86           | Tunelul Costița                                         | Argeș (45°17′49″N 25°06′19″E / 45.296861°N 25.105278°E)                       | 245 m                        | 1972                                                                      | 1      | 1                  | cale ferată simplă, neelectrificată                       | Nu           | Pitești–Câmpulung–Argeșel             | Operațional                                                 |         |
| 87           | Tunelul 15 Jiu – Hațegan                                | Gorj                                                                          | 244 m                        | 1948                                                                      | 1      | 1                  | cale ferată simplă, electrificată                         | Da           | Petroșani–Filiași                     | Operațional                                                 |         |
| 88           | Tunelul Bîrnova 2                                       | Iași (47°00′58″N 27°34′27″E / 47.016028°N 27.574111°E)                        | 243 m (sau 240 m)            | 1982                                                                      | 1      | 1                  | cale ferată simplă, neelectrificată                       | Nu           | Magistrala CFR 600                    | Operațional                                                 |         |
| 89           | Tunelul Izvorul Olt (Valea Curții)                      | Harghita (46°36′42″N 25°44′14″E / 46.611583°N 25.737167°E)                    | 240 m                        | 1907                                                                      | 1      | 1                  | cale ferată simplă, electrificată                         | Da           | Magistrala CFR 400                    | Operațional                                                 |         |
| 90           | Tunelul 6 Ilva                                          | Bistrița-Năsăud                                                               | 238 m                        | 19 decembrie 1938                                                         | 1      | 1                  | cale ferată simplă, electrificată                         | Da           | Suceava–Ilva Mică                     | Operațional                                                 |         |
| 91           | Tunelul 1 Jiu – Pleșa                                   | Gorj                                                                          | 237 m                        | 1937                                                                      | 1      | 1                  | cale ferată simplă, electrificată                         | Da           | Petroșani–Filiași                     | Operațional                                                 |         |
| 92           | Tunelul Bîrnova 1                                       | Iași (47°00′58″N 27°34′27″E / 47.016028°N 27.574111°E)                        | 236 m                        | 1896                                                                      | 1      | 1                  | cale ferată simplă, neelectrificată                       | Nu           | Magistrala CFR 600                    | Operațional                                                 |         |
| 93           | Tunelul Boju 2A                                         | Cluj (46°42′13″N 23°50′34″E / 46.703667°N 23.842694°E)                        | 232 m                        | 1873                                                                      | 1      | 1                  | 1 fir de cale ferată electrificată                        | Da           | Cluj–Războieni                        | Operațional                                                 |         |
| 93           | Tunelul Boju 2A                                         | Cluj (46°42′13″N 23°50′34″E / 46.703667°N 23.842694°E)                        | 232 m                        | februarie 1948 (redeschidere după distrugerea din război)                 | 1      | 1                  | 1 fir de cale ferată electrificată                        | Da           | Cluj–Războieni                        | Operațional                                                 |         |
| 94           | Tunelul Boju 2B                                         | Cluj (46°42′13″N 23°50′34″E / 46.703667°N 23.842694°E)                        | 232 m                        | 1938                                                                      | 1      | 1                  | 1 fir de cale ferată electrificată                        | Da           | Cluj–Războieni                        | Operațional                                                 |         |
| 94           | Tunelul Boju 2B                                         | Cluj (46°42′13″N 23°50′34″E / 46.703667°N 23.842694°E)                        | 232 m                        | februarie 1948 (redeschidere după distrugerea din război)                 | 1      | 1                  | 1 fir de cale ferată electrificată                        | Da           | Cluj–Războieni                        | Operațional                                                 |         |
| 95           | Tunelul Seiler (Jitinului)                              | Caraș-Severin (45°07′06″N 21°47′50″E / 45.118250°N 21.797222°E)               | 230 m                        | 15 decembrie 1863                                                         | 1      | 1                  | cale ferată simplă neelectrificată                        | Nu           | Oravița–Anina                         | Operațional                                                 |         |
| 96           | Tunelul Stana                                           | Sălaj (46°52′23″N 23°08′22″E / 46.873056°N 23.139306°E)                       | 230 m                        | 1873                                                                      | 1      | 1                  | 1 fir de cale ferată neelectrificată                      | Nu           | Oradea–Cluj                           | Distrus prin dinamitare (1944)                              |         |
| 97           | Tunelul 2 Jiu – Leurzeaua                               | Gorj                                                                          | 217,50 m                     | 1941                                                                      | 1      | 1                  | cale ferată simplă, electrificată                         | Da           | Petroșani–Filiași                     | Operațional                                                 |         |
| 98           | Tunelul Mic                                             | Hunedoara (46°03′14″N 22°49′58″E / 46.053750°N 22.832778°E)                   | 216 m                        | 1944                                                                      | 1      | 1                  | cale ferată simplă, neelectrificată                       | Nu           | Mintia-Brad                           | Dezafectat (1997)                                           |         |
| 99           | Tunelul 3 Ilva – Roșia                                  | Bistrița-Năsăud                                                               | 216 m                        | 19 decembrie 1938                                                         | 1      | 1                  | cale ferată simplă, electrificată                         | Da           | Suceava–Ilva Mică                     | Operațional                                                 |         |
| 100          | Tunelul 1 Ilva – Poiana                                 | Bistrița-Năsăud                                                               | 215 m                        | 19 decembrie 1938                                                         | 1      | 1                  | cale ferată simplă, electrificată                         | Da           | Suceava–Ilva Mică                     | Operațional                                                 |         |
| 101          | Tunelul 4 Anina                                         | Caraș-Severin                                                                 | 215 m                        | 15 decembrie 1863                                                         | 1      | 1                  | cale ferată simplă neelectrificată                        | Nu           | Oravița–Anina                         | Operațional                                                 |         |
| 102          | Tunelul Petrila (Dărănești)                             | Hunedoara (45°26′14″N 23°21′56″E / 45.437139°N 23.365667°E)                   | 214 m                        | 1930                                                                      | 1      | 1                  | cale ferată simplă, neelectrificată                       | Da           | Petroșani Triaj–Petrila               | Operațional                                                 |         |
| 103          | Tunelul 8 Jiu – Similoi                                 | Gorj                                                                          | 212 m                        | 1948                                                                      | 1      | 1                  | cale ferată simplă, electrificată                         | Da           | Petroșani–Filiași                     | Operațional                                                 |         |
| 104          | Tunelul Cheia                                           | Caraș-Severin (45°10′42″N 21°55′14″E / 45.178278°N 21.920667°E)               | 210 m                        | 1945                                                                      | 1      | 1                  | cale ferată simplă, neelectrificată, cu ecartament îngust | Nu           | Anina–Portul Secul                    | Dezafectat (1971)                                           |         |
| 105          | Tunelul 5 Anina                                         | Caraș-Severin                                                                 | 215 m                        | 15 decembrie 1863                                                         | 1      | 1                  | cale ferată simplă neelectrificată                        | Nu           | Oravița–Anina                         | Operațional                                                 |         |
| 106          | Tunelul Filpea                                          | Harghita (46°54′01″N 25°25′42″E / 46.900222°N 25.428306°E)                    | 206 m (sau 207 m)            | 1909                                                                      | 1      | 1                  | cale ferată simplă electrificată                          | Da           | Magistrala CFR 400                    | Operațional                                                 |         |
| 107          | Tunelul Alion                                           | Mehedinți (44°42′55″N 22°25′43″E / 44.715278°N 22.428611°E)                   | 195 m (sau 199 m)            | 1967                                                                      | 1      | 1                  | cale ferată simplă electrificată                          | Da           | Magistrala CFR 100                    | Operațional                                                 |         |
| 107          | Tunelul Alion                                           | Mehedinți (44°42′55″N 22°25′43″E / 44.715278°N 22.428611°E)                   | 195 m (sau 199 m)            | noiembrie 1966) (străpungere)                                             | 1      | 1                  | cale ferată simplă electrificată                          | Da           | Magistrala CFR 100                    | Operațional                                                 |         |
| 108          | Tunelul Șuncuiuș                                        | Bihor (46°57′14″N 22°31′10″E / 46.953889°N 22.519472°E)                       | 190 m                        | 1870                                                                      | 1      | 1                  | cale ferată simplă neelectrificată                        | Nu           | Magistrala CFR 300                    | Operațional                                                 |         |
| 109          | Tunelul 2 Anina                                         | Caraș-Severin                                                                 | 181 m                        | 15 decembrie 1863                                                         | 1      | 1                  | cale ferată simplă neelectrificată                        | Nu           | Oravița–Anina                         | Operațional                                                 |         |
| 110          | Tunelul Lotru                                           | Vâlcea                                                                        | 179 m                        | 1897                                                                      | 1      | 1                  | cale ferată simplă, neelectrificată                       | Nu           | Podu Olt–Piatra Olt                   | Operațional                                                 |         |
| 111          | Tunelul 14 Jiu – Tarnița                                | Gorj (45°15′16″N 23°23′06″E / 45.254333°N 23.385056°E)                        | 176 m                        | 1948                                                                      | 1      | 1                  | cale ferată simplă, electrificată                         | Da           | Petroșani–Filiași                     | Operațional                                                 |         |
| 112          | Tunelul 24 Jiu – Cârligu Închis                         | Gorj                                                                          | 174,50 m                     | 1948                                                                      | 1      | 1                  | cale ferată simplă, electrificată                         | Da           | Petroșani–Filiași                     | Operațional                                                 |         |
| 113          | Tunelul 4 Jiu – Feregea                                 | Gorj                                                                          | 173 m                        | 1941                                                                      | 1      | 1                  | cale ferată simplă, electrificată                         | Da           | Petroșani–Filiași                     | Operațional                                                 |         |
| 114          | Tunelul Sângeorz-Băi                                    | Bistrița-Năsăud (47°22′26″N 24°41′20″E / 47.374000°N 24.688778°E)             | 172 m                        | 1907                                                                      | 1      | 1                  | cale ferată simplă, neelectrificată                       | Nu           | Beclean pe Someș–Rodna Veche          | Operațional                                                 |         |
| 115          | Tunelul Poieni (Mosoare)                                | Bacău (46°17′05″N 26°34′30″E / 46.284806°N 26.574889°E)                       | 169 m                        | 1897                                                                      | 1      | 1                  | cale ferată simplă, electrificată                         | Da           | Sfântu Gheorghe–Adjud                 | Operațional                                                 |         |
| 116          | Tunelul 9 Jiu – Diniș                                   | Gorj                                                                          | 169 m                        | 1948                                                                      | 1      | 1                  | cale ferată simplă, electrificată                         | Da           | Petroșani–Filiași                     | Operațional                                                 |         |
| 117          | Tunelul 2 Ilva – Bolovan                                | Bistrița-Năsăud                                                               | 166 m                        | 1937                                                                      | 1      | 1                  | cale ferată simplă, electrificată                         | Da           | Suceava–Ilva Mică                     | Operațional                                                 |         |
| 118          | Tunelul Cojocna 2A                                      | Cluj (46°44′15″N 23°48′37″E / 46.737444°N 23.810278°E)                        | 163 m                        | 1879                                                                      | 1      | 1                  | 1 fir de cale ferată electrificată                        | Da           | Cluj–Războieni                        | Operațional                                                 |         |
| 119          | Tunelul 5 Ilva                                          | Bistrița-Năsăud                                                               | 161 m                        | 19 decembrie 1938                                                         | 1      | 1                  | cale ferată simplă, electrificată                         | Da           | Suceava–Ilva Mică                     | Operațional                                                 |         |
| 120          | Tunelul Runcu                                           | Maramureș (47°53′49″N 24°09′57″E / 47.897028°N 24.165750°E)                   | 155 m                        | 1947                                                                      | 1      | 1                  | cale ferată simplă, neelectrificată                       | Nu           | Salva–Vișeu de Jos                    | Operațional                                                 |         |
| 121          | Tunelul Ormindea                                        | Hunedoara (46°03′13″N 22°49′58″E / 46.053667°N 22.832861°E)                   | 156 m                        | 1981                                                                      | 1      | 1                  | cale ferată simplă, neelectrificată                       | Nu           | Mintia-Brad                           | Dezafectat (1997)                                           |         |
| 122          | Tunelul Cojocna 2B                                      | Cluj (46°44′14″N 23°48′36″E / 46.737194°N 23.810083°E)                        | 153 m                        | 1938                                                                      | 1      | 1                  | 1 fir de cale ferată electrificată                        | Da           | Cluj–Războieni                        | Operațional                                                 |         |
| 123          | Tunelul Varful Mândrului IIA                            | Hunedoara (45°26′59″N 23°14′17″E / 45.449833°N 23.238139°E)                   | 153 m                        | 1870                                                                      | 1      | 1                  | cale ferată simplă, electrificată                         | Da           | Simeria–Petroșani                     | Operațional                                                 |         |
| 124          | Tunelul 4 Ilva – Răchita                                | Bistrița-Năsăud                                                               | 150 m                        | 19 decembrie 1938                                                         | 1      | 1                  | cale ferată simplă, electrificată                         | Da           | Suceava–Ilva Mică                     | Operațional                                                 |         |
| 125          | Tunelul 4 Jiu – Ploștina                                | Gorj                                                                          | 148 m                        | 1948                                                                      | 1      | 1                  | cale ferată simplă, electrificată                         | Da           | Petroșani–Filiași                     | Operațional                                                 |         |
| 126          | Tunelul Varful Mândrului IIB                            | Hunedoara (45°27′00″N 23°14′17″E / 45.449944°N 23.237917°E)                   | 148 m                        | 1978                                                                      | 1      | 1                  | cale ferată simplă, electrificată                         | Da           | Simeria–Petroșani                     | Operațional                                                 |         |
| 127          | Tunelul Hetiur                                          | Mureș (46°13′54″N 24°46′10″E / 46.231667°N 24.769583°E)                       | 147 m                        | 1973                                                                      | 1      | 2                  | cale ferată simplă, electrificată                         | Da           | Magistrala CFR 300                    | Operațional                                                 |         |
| 128          | Tunelul Moșu                                            | Mehedinți (44°40′37″N 22°31′51″E / 44.676972°N 22.530750°E)                   | 140 m (sau 150 m)            | 1967                                                                      | 1      | 1                  | cale ferată simplă, electrificată                         | Da           | Magistrala CFR 100                    | Operațional                                                 |         |
| 129          | Tunelul Posada Mare                                     | Prahova (45°17′37″N 25°35′39″E / 45.293611°N 25.594167°E)                     | 139 m                        | 1872                                                                      | 1      | 1                  | cale ferată simplă, electrificată                         | Nu           | Magistrala CFR 300                    | Dezafectat (1939)                                           |         |
| 130          | Tunelul Vârful Dosului A                                | Hunedoara                                                                     | 138 m                        | 1870                                                                      | 1      | 1                  | cale ferată simplă, electrificată                         | Da           | Simeria–Filiași                       | Operațional                                                 |         |
| 131          | Tunelul 9 Ilva – Mic                                    | Bistrița-Năsăud                                                               | 136 m                        | 19 decembrie 1938                                                         | 1      | 1                  | cale ferată simplă, electrificată                         | Da           | Suceava–Ilva Mică                     | Operațional                                                 |         |
| 132          | Tunelul Bușteni                                         | Prahova (45°17′37″N 25°35′39″E / 45.293611°N 25.594167°E)                     | 132 m                        | 1879                                                                      | 1      | 1                  | cale ferată simplă, electrificată                         | Nu           | Magistrala CFR 300                    | Dezafectat (1970)                                           |         |
| 133          | Tunelul Vălișoara                                       | Hunedoara (46°03′13″N 22°49′58″E / 46.053667°N 22.832861°E)                   | 130 m                        | 1980                                                                      | 1      | 1                  | cale ferată simplă, neelectrificată                       | Nu           | Mintia-Brad                           | Dezafectat (1997)                                           |         |
| 134          | Tunelul Viștea (Valea Rea)                              | Bistrița-Năsăud                                                               | 129 m                        | 1949                                                                      | 1      | 1                  | cale ferată simplă, neelectrificată                       | Nu           | Salva–Vișeu de Jos                    | Operațional                                                 |         |
| 135          | Tunelul Roșia                                           | Gorj (45°01′43″N 23°46′43″E / 45.028611°N 23.778611°E)                        | 128 m                        | –                                                                         | 1      | 1                  | cale ferată simplă neelectrificată                        | Nu           | Alunu–Seciurile                       | Abandonat (1989)                                            |         |
| 135          | Tunelul Roșia                                           | Gorj (45°01′43″N 23°46′43″E / 45.028611°N 23.778611°E)                        | 128 m                        | 1989 (finalizare)                                                         | 1      | 1                  | cale ferată simplă neelectrificată                        | Nu           | Alunu–Seciurile                       | Abandonat (1989)                                            |         |
| 136          | Tunelul Mic 2 de la Predeal                             | Brașov (45°31′02″N 25°35′22″E / 45.517306°N 25.589306°E)                      | 126 m                        | 1940                                                                      | 1      | 1                  | cale ferată simplă, electrificată                         | Da           | Magistrala CFR 300                    | Operațional                                                 |         |
| 137          | Tunelul Peștera Bolii A                                 | Hunedoara (45°27′02″N 23°18′34″E / 45.450667°N 23.309583°E)                   | 126 m                        | 1870                                                                      | 1      | 1                  | cale ferată simplă, electrificată                         | Da           | Simeria–Petroșani                     | Operațional                                                 |         |
| 138          | Tunelul 38 Jiu                                          | Hunedoara                                                                     | 123 m                        | 4 noiembrie 1941                                                          | 1      | 1                  | cale ferată simplă, electrificată                         | Da           | Simeria–Filiași                       | Operațional                                                 |         |
| 139          | Tunelul Bahna                                           | Mehedinți (44°43′08″N 22°28′31″E / 44.718833°N 22.475278°E)                   | 113 m (sau 115 m)            | 1967                                                                      | 1      | 1                  | cale ferată simplă, electrificată                         | Da           | Magistrala CFR 100                    | Operațional                                                 |         |
| 140          | Tunelul Dolhoff                                         | Caraș-Severin                                                                 | 112 m                        | 15 decembrie 1863                                                         | 1      | 1                  | cale ferată simplă neelectrificată                        | Nu           | Oravița–Anina                         | Operațional                                                 |         |
| 141          | Tunelul Dragoș-Vodă                                     | Maramureș (47°37′26″N 24°27′15″E / 47.623972°N 24.454250°E)                   | 112 m                        | 1949                                                                      | 1      | 1                  | cale ferată simplă, neelectrificată                       | Nu           | Salva–Vișeu de Jos                    | Operațional                                                 |         |
| 142          | Tunelul Apoldu de Sus                                   | Sibiu (47°37′26″N 24°27′15″E / 47.623972°N 24.454250°E)                       | 112 m                        | 1869                                                                      | 1      | 1                  | cale ferată simplă, neelectrificată                       | Nu           | Magistrala CFR 200                    | Operațional                                                 |         |
| 143          | Tunelul Morii                                           | Brașov (45°41′42″N 25°51′45″E / 45.694972°N 25.862472°E)                      | 106 m                        | 1931                                                                      | 1      | 2                  | cale ferată simplă, electrificată                         | Nu           | Brașov–Întorsura Buzăului             | Operațional                                                 |         |
| 144          | Tunelul Mic 1 de la Predeal                             | Brașov (45°31′02″N 25°35′22″E / 45.517306°N 25.589306°E)                      | 104 m                        | 1879                                                                      | 1      | 1                  | cale ferată simplă, electrificată                         | Da           | Magistrala CFR 300                    | Operațional                                                 |         |
| 145          | Tunelul Crivadia                                        | Hunedoara (45°27′21″N 23°13′03″E / 45.455833°N 23.217417°E)                   | 102 m                        | 1870                                                                      | 1      | 1                  | cale ferată simplă, electrificată                         | Da           | Simeria–Petroșani                     | Operațional                                                 |         |
| 146          | Tunelul Dragalina                                       | Gorj (45°15′24″N 23°23′14″E / 45.256611°N 23.387194°E)                        | 98 m (sau 90 m)              | 31 octombrie 1948                                                         | 1      | 1                  | cale ferată simplă, electrificată                         | Da           | Petroșani–Filiași                     | Operațional                                                 |         |
| 147          | Tunelul DN66 B                                          | Hunedoara                                                                     | 96 m                         | 1978                                                                      | 1      | 1                  | cale ferată simplă, electrificată                         | Da           | Simeria–Petroșani                     | Operațional                                                 |         |
| 148          | Tunelul Tașca                                           | Neamț                                                                         | 95 m                         | 1976                                                                      | 1      | 1                  | cale ferată simplă, electrificată                         | Da           | Bacău–Bicaz                           | Operațional                                                 |         |
| 149          | Tunelul Râul Vadului (Luncii)                           | Vâlcea (45°32′06″N 24°16′16″E / 45.535000°N 24.271000°E)                      | 95 m                         | 1902                                                                      | 1      | 1                  | cale ferată simplă, neelectrificată                       | Nu           | Podu Olt–Piatra Olt                   | Operațional                                                 |         |
| 150          | Tunelul Vir                                             | Mehedinți (44°41′24″N 22°30′44″E / 44.689917°N 22.512250°E)                   | 93 m                         | 1967                                                                      | 1      | 1                  | cale ferată simplă, electrificată                         | Da           | Magistrala CFR 100                    | Operațional                                                 |         |
| 151          | Tunelul 25 Jiu – Zăicerii                               | Gorj                                                                          | 92 m                         | 1948                                                                      | 1      | 1                  | cale ferată simplă, electrificată                         | Da           | Petroșani–Filiași                     | Operațional                                                 |         |
| 152          | Tunelul Vârful Tătărului B                              | Hunedoara (45°26′36″N 23°14′20″E / 45.443306°N 23.238944°E)                   | 92 m                         | 1978                                                                      | 1      | 1                  | cale ferată simplă, electrificată                         | Da           | Petroșani–Filiași                     | Operațional                                                 |         |
| 153          | Tunelul Vîrciorova                                      | Mehedinți (44°42′15″N 22°29′38″E / 44.704083°N 22.493917°E)                   | 92 m                         | 1967                                                                      | 1      | 1                  | cale ferată simplă, electrificată                         | Da           | Magistrala CFR 100                    | Operațional                                                 |         |
| 154          | Tunelul 1 Anina – Lișava                                | Caraș-Severin (45°06′26″N 21°45′36″E / 45.107194°N 21.759889°E)               | 91 m                         | 15 decembrie 1863                                                         | 1      | 1                  | cale ferată simplă, neelectrificată                       | Nu           | Oravița–Anina                         | Operațional                                                 |         |
| 155          | Tunelul ?                                               | Caraș-Severin                                                                 | 90 m                         | 1910                                                                      | 1      | 1                  | cale ferată simplă, neelectrificată, cu ecartament îngust | Nu           | Anina–Portul Secul                    | Dezafectat (1971)                                           |         |
| 156          | Tunelul Peștera Bolii B                                 | Hunedoara (45°27′02″N 23°18′35″E / 45.450667°N 23.309833°E)                   | 90 m                         | 1978                                                                      | 1      | 1                  | cale ferată simplă, electrificată                         | Da           | Simeria–Petroșani                     | Operațional                                                 |         |
| 157          | Tunelul 6 Jiu – Boloz                                   | Gorj                                                                          | 86 m                         | 1948                                                                      | 1      | 1                  | cale ferată simplă, electrificată                         | Da           | Petroșani–Filiași                     | Operațional                                                 |         |
| 158          | Tunelul 39 Jiu                                          | Hunedoara                                                                     | 86 m                         | 1941                                                                      | 1      | 1                  | cale ferată simplă, electrificată                         | Da           | Petroșani–Filiași                     | Operațional                                                 |         |
| 159          | Tunelul Imbroniu (Imbronie)                             | Bistrița-Năsăud (47°30′40″N 24°23′41″E / 47.511139°N 24.394806°E)             | 83,65 m                      | 1949                                                                      | 1      | 1                  | cale ferată simplă, neelectrificată                       | Nu           | Salva–Vișeu de Jos                    | Operațional                                                 |         |
| 160          | Tunelul Baba                                            | Mehedinți (44°40′53″N 22°31′18″E / 44.681472°N 22.521528°E)                   | 83 m                         | 1967                                                                      | 1      | 1                  | cale ferată simplă, electrificată                         | Da           | Magistrala CFR 100                    | Operațional                                                 |         |
| 161          | Tunelul Vadul Crișului (Peștera)                        | Bihor (46°57′51″N 22°30′45″E / 46.964139°N 22.512444°E)                       | 82 m                         | 1870                                                                      | 1      | 1                  | cale ferată simplă neelectrificată                        | Nu           | Magistrala CFR 300                    | Operațional                                                 |         |
| 162          | Tunelul 39 Jiu – Borzii Vineți                          | Gorj                                                                          | 82 m                         | 1948                                                                      | 1      | 1                  | cale ferată simplă, electrificată                         | Da           | Petroșani–Filiași                     | Operațional                                                 |         |
| 163          | Tunelul ?                                               | Caraș-Severin                                                                 | 80 m                         | 1910                                                                      | 1      | 1                  | cale ferată simplă, neelectrificată, cu ecartament îngust | Nu           | Anina–Portul Secul                    | Dezafectat (1971)                                           |         |
| 164          | Tunelul 36 Jiu – Fabian                                 | Hunedoara                                                                     | 79 m                         | 1941                                                                      | 1      | 1                  | cale ferată simplă, electrificată                         | Da           | Petroșani–Filiași                     | Operațional                                                 |         |
| 165          | Tunelul Vârful Tătarului A                              | Hunedoara (45°26′36″N 23°14′20″E / 45.443361°N 23.238833°E)                   | 74 m                         | 1978                                                                      | 1      | 1                  | cale ferată simplă, electrificată                         | Da           | Petroșani–Filiași                     | Operațional                                                 |         |
| 166          | Tunelul Buru                                            | Cluj (46°30′11″N 23°37′21″E / 46.503056°N 23.622500°E)                        | 73,50 m                      | 1912                                                                      | 1      | 1                  | cale ferată simplă, neelectrificată, cu ecartament îngust | Nu           | Turda–Abrud                           | Dezafectat (1997)                                           |         |
| 167          | Tunelul Albioara                                        | Vâlcea                                                                        | 70,47 m                      | 1901                                                                      | 1      | 1                  | cale ferată simplă, neelectrificată                       | Nu           | Podu Olt–Piatra Olt                   | Operațional                                                 |         |
| 168          | Tunelul Colțan                                          | Caraș-Severin (45°21′54″N 21°48′48″E / 45.364944°N 21.813278°E)               | 69 m                         | 1908                                                                      | 1      | 1                  | cale ferată simplă, neelectrificată                       | Nu           | Voiteni-Reșița                        | Operațional                                                 |         |
| 169          | Tunelul 14 Anina – Slucht                               | Caraș-Severin (45°06′24″N 21°50′44″E / 45.106611°N 21.845694°E)               | 64 m                         | 15 decembrie 1863                                                         | 1      | 1                  | cale ferată simplă, neelectrificată                       | Nu           | Oravița–Anina                         | Operațional                                                 |         |
| 170          | Tunelul 21 Jiu – Dârma Bradului                         | Gorj                                                                          | 62,50 m                      | 1948                                                                      | 1      | 1                  | cale ferată simplă, electrificată                         | Da           | Petroșani–Filiași                     | Operațional                                                 |         |
| 171          | Tunelul 3 Jiu – Trantor                                 | Gorj                                                                          | 62 m                         | 1948                                                                      | 1      | 1                  | cale ferată simplă, electrificată                         | Da           | Petroșani–Filiași                     | Operațional                                                 |         |
| 172          | Tunelul Burlani                                         | Gorj                                                                          | 61 m                         | 1989                                                                      | 1      | 1                  | cale ferată simplă, neelectrificată                       | Nu           | Alunu–Seciurile                       | Străpuns, finalizat (abandonat în 1991)                     |         |
| 173          | Tunelul 6 Anina                                         | Caraș-Severin                                                                 | 57 m                         | 15 decembrie 1863                                                         | 1      | 1                  | cale ferată simplă, neelectrificată                       | Nu           | Oravița–Anina                         | Operațional                                                 |         |
| 174          | Tunelul Posada Mică                                     | Prahova (45°17′21″N 25°36′30″E / 45.289167°N 25.608333°E)                     | 56 m                         | 10 decembrie 1879                                                         | 1      | 1                  | cale ferată simplă, electrificată                         | Nu           | Magistrala CFR 300                    | Dezafectat (10 ianuarie 1941)                               |         |
| 175          | Tunelul DN66 A                                          | Hunedoara                                                                     | 56 m                         | 1978                                                                      | 1      | 1                  | cale ferată simplă, electrificată                         | Da           | Simeria–Petroșani                     | Operațional                                                 |         |
| 176          | Tunelul 7 Anina                                         | Caraș-Severin                                                                 | 53 m                         | 15 decembrie 1863                                                         | 1      | 1                  | cale ferată simplă, neelectrificată                       | Nu           | Oravița–Anina                         | Operațional                                                 |         |
| 177          | Tunelul 11 Anina                                        | Caraș-Severin                                                                 | 53 m                         | 15 decembrie 1863                                                         | 1      | 1                  | cale ferată simplă, neelectrificată                       | Nu           | Oravița–Anina                         | Operațional                                                 |         |
| 178          | Tunelul 17 Jiu – Rece                                   | Gorj                                                                          | 53 m                         | 1948                                                                      | 1      | 1                  | cale ferată simplă, electrificată                         | Da           | Petroșani–Filiași                     | Operațional                                                 |         |
| 179          | Tunelul Surducu Mare                                    | Caraș-Severin (45°15′16″N 21°34′49″E / 45.254417°N 21.580333°E)               | 52 m                         | 1909                                                                      | 1      | 1                  | cale ferată simplă, neelectrificată                       | Nu           | Oravița–Berzovia                      | Operațional                                                 |         |
| 180          | Tunelul Boju 1                                          | Cluj (46°41′50″N 23°49′16″E / 46.697167°N 23.821056°E)                        | 51 m                         | 1947                                                                      | 1      | 2                  | 2 fire de cale ferată electrificată                       | Da           | Cluj–Războieni                        | Operațional                                                 |         |
| 181          | Tunelul Tisa                                            | Maramureș                                                                     | 51 m                         | 1960                                                                      | 1      | 1                  | cale ferată simplă, neelectrificată                       | Nu           | Salva–Vișeu de Jos                    | Operațional                                                 |         |
| 182          | Tunelul 16 Jiu – Locuri Rele                            | Gorj                                                                          | 49 m                         | 1948                                                                      | 1      | 1                  | cale ferată simplă, electrificată                         | Da           | Petroșani–Filiași                     | Operațional                                                 |         |
| 183          | Tunelul 7 Jiu                                           | Gorj                                                                          | 46 m                         | 1948                                                                      | 1      | 1                  | cale ferată simplă, electrificată                         | Da           | Petroșani–Filiași                     | Operațional                                                 |         |
| 184          | Tunelul Vârful Mândrului I                              | Hunedoara (45°26′44″N 23°14′23″E / 45.445500°N 23.239833°E)                   | 44 m                         | 1948                                                                      | 1      | 2                  | cale ferată dublă, electrificată                          | Da           | Petroșani–Filiași                     | Operațional                                                 |         |
| 185          | Tunelul 34 Jiu                                          | Hunedoara                                                                     | 43 m                         | 1941                                                                      | 1      | 1                  | cale ferată simplă, electrificată                         | Da           | Petroșani–Filiași                     | Operațional                                                 |         |
| 186          | Tunelul Nădrab (Crăciuneasa)                            | Hunedoara (45°43′35″N 22°46′49″E / 45.726250°N 22.780167°E)                   | 44 m                         | 1900                                                                      | 1      | 1                  | cale ferată simplă, neelectrificată, cu ecartament îngust | Nu           | Calea ferată minieră ardeleană        | Dezafectat (1990)                                           |         |
| 187          | Tunelul Tulea                                           | Hunedoara (45°43′55″N 22°48′57″E / 45.731944°N 22.815750°E)                   | 42 m                         | 1900                                                                      | 1      | 1                  | cale ferată simplă, neelectrificată, cu ecartament îngust | Nu           | Calea ferată minieră ardeleană        | Dezafectat (1990)                                           |         |
| 188          | Tunelul 12 Anina                                        | Caraș-Severin                                                                 | 42 m                         | 15 decembrie 1863                                                         | 1      | 1                  | cale ferată simplă neelectrificată                        | Nu           | Oravița–Anina                         | Operațional                                                 |         |
| 189          | Tunelul 13 Anina                                        | Caraș-Severin                                                                 | 36 m                         | 15 decembrie 1863                                                         | 1      | 1                  | cale ferată simplă neelectrificată                        | Nu           | Oravița–Anina                         | Operațional                                                 |         |
| 190          | Tunelul 10 Anina                                        | Caraș-Severin                                                                 | 26 m                         | 15 decembrie 1863                                                         | 1      | 1                  | cale ferată simplă neelectrificată                        | Nu           | Oravița–Anina                         | Operațional                                                 |         |
| 191          | Tunelul 18 Jiu                                          | Gorj                                                                          | 25 m                         | 1948                                                                      | 1      | 1                  | cale ferată simplă, electrificată                         | Da           | Petroșani–Filiași                     | Operațional                                                 |         |
| 192          | Tunelul 22 Jiu – Trecere prin stâncă                    | Gorj                                                                          | 22,5 m                       | 1948                                                                      | 1      | 1                  | cale ferată simplă, electrificată                         | Da           | Petroșani–Filiași                     | Operațional                                                 |         |
| 193          | Tunelul La Pini                                         | Caraș-Severin                                                                 | 15 m                         | 1945                                                                      | 1      | 1                  | cale ferată simplă, neelectrificată, cu ecartament îngust | Nu           | Anina–Portul Secul                    | Dezafectat (1971)                                           |         |
| 194          | Tunelul Cheile Doftanei                                 | Prahova (45°12′30″N 25°44′25″E / 45.208306°N 25.740389°E)                     | 14,5 m                       | 1947                                                                      | 1      | 1                  | cale ferată simplă, neelectrificată, cu ecartament îngust | Nu           | Doftana–Valea Doftanei                | Dezafectat (1967)                                           |         |
| 194          | Tunelul Cheile Doftanei                                 | Prahova (45°12′30″N 25°44′25″E / 45.208306°N 25.740389°E)                     | 14,5 m                       | 1947                                                                      | 1      | 1                  | cale ferată simplă, neelectrificată, cu ecartament îngust | Nu           | Doftana–Valea Doftanei                | Convertit în tunel rutier                                   |         |
| 194          | Tunelul Cheile Doftanei                                 | Prahova (45°12′30″N 25°44′25″E / 45.208306°N 25.740389°E)                     | 14,5 m                       | 1947                                                                      | 1      | 1                  | cale ferată simplă, neelectrificată, cu ecartament îngust | Nu           | Doftana–Valea Doftanei                | Dezafectat                                                  |         |
| 195          | Tunelul Valea Arieșului                                 | Alba                                                                          | 12 m                         | 1912                                                                      | 1      | 1                  | cale ferată simplă, neelectrificată, cu ecartament îngust | Nu           | Turda–Abrud                           | Dezafectat (1997)                                           |         |
| În pregătire |                                                         |                                                                               |                              |                                                                           |        |                    |                                                           |              |                                       |                                                             |         |
| 196          | Tunelul Ormeniș (galeria sudică)                        | Brașov (46°00′38″N 25°28′40″E / 46.010667°N 25.477833°E)                      | 6804 m                       | ?                                                                         | 1      | 1                  | cale ferată simplă, electrificată                         | Da           | Magistrala CFR 300                    | În execuție                                                 |         |
| 197          | Tunelul Ormeniș (galeria nordică)                       | Brașov (46°00′38″N 25°28′40″E / 46.010667°N 25.477833°E)                      | 6801 m                       | ?                                                                         | 1      | 1                  | cale ferată simplă, electrificată                         | Da           | Magistrala CFR 300                    | În execuție                                                 |         |
| 198          | Tunelul Homorod (galeria sudică)                        | Brașov (46°02′04″N 25°19′26″E / 46.034556°N 25.323861°E)                      | 4954 m                       | ?                                                                         | 1      | 1                  | cale ferată simplă, electrificată                         | Da           | Magistrala CFR 300                    | În execuție                                                 |         |
| 199          | Tunelul Homorod (galeria nordică)                       | Brașov (46°02′04″N 25°19′26″E / 46.034556°N 25.323861°E)                      | 4927 m                       | ?                                                                         | 1      | 1                  | cale ferată simplă, electrificată                         | Da           | Magistrala CFR 300                    | În execuție                                                 |         |
| 200          | Tunelul Bătuța                                          | Arad (46°03′24″N 22°02′03″E / 46.056722°N 22.034222°E)                        | 649 m                        | ?                                                                         | 1      | 2                  | cale ferată dublă, electrificată                          | Da           | Simeria–Arad                          | În execuție                                                 |         |
| 201          | Tunelul Sălciva 1                                       | Hunedoara (45°58′44″N 22°25′22″E / 45.978889°N 22.422750°E)                   | 610 m                        | ?                                                                         | 1      | 2                  | cale ferată dublă, electrificată                          | Da           | Simeria–Arad                          | În execuție                                                 |         |
| 202          | Tunelul Mureni                                          | Mureș (46°13′31″N 24°59′29″E / 46.225389°N 24.991361°E)                       | 607 m                        | ?                                                                         | 1      | 2                  | cale ferată dublă, electrificată                          | Da           | Magistrala CFR 300                    | În execuție                                                 |         |
| 203          | Tunelul Archita 1                                       | Mureș (46°10′20″N 25°08′34″E / 46.172361°N 25.142722°E)                       | 503 m                        | ?                                                                         | 1      | 2                  | cale ferată dublă, electrificată                          | Da           | Magistrala CFR 300                    | În pregătire                                                |         |
| 204          | Tunelul Sălciva 0 (polată)                              | Hunedoara (45°58′31″N 22°25′35″E / 45.975250°N 22.426417°E)                   | 340 m                        | ?                                                                         | –      | 2                  | cale ferată dublă, electrificată                          | Da           | Simeria–Arad                          | În execuție                                                 |         |
| 205          | Tunelul Archita 2                                       | Mureș (46°10′20″N 25°08′34″E / 46.172361°N 25.142722°E)                       | 233 m                        | ?                                                                         | 1      | 2                  | cale ferată dublă, electrificată                          | Da           | Magistrala CFR 300                    | În pregătire                                                |         |
| 206          | Tunelul Sălciva 2                                       | Hunedoara (45°59′15″N 22°25′16″E / 45.987444°N 22.421222°E)                   | 227 m                        | ?                                                                         | 1      | 2                  | cale ferată dublă, electrificată                          | Da           | Simeria–Arad                          | În execuție                                                 |         |